# Reckless (I Don't Wanna)
Reckless (I Don't Wanna) è l'unico Ep estratto dall'album Low Rider pubblicato dalla punk rock band svedese No Fun at All. Della canzone non è stato realizzato alcun video musicale. La prima traccia è presente anche nell'album Low Rider, mentre la seconda è un inedito.

## Tracce
1. Reckless (I Don't Wanna)
2. Never Ending Stream (versione acustica)

## Formazione
- Ingemar Jansson - voce
- Mikael Danielsson - chitarra e cori
- Christer Johansson - chitarra
- Stefan Neumann - basso
- Kjell Ramstedt - batteria
- Jimmy Nygren - percussioni
- Fredrik Jansonn - chitarra acustica